# Expopharm
Die expopharm ist die größte pharmazeutische Fachmesse in Europa. und gilt als europäische Leitmesse für den Apothekenmarkt.
Sie wird jährlich von der Avoxa – Mediengruppe Deutscher Apotheker GmbH durchgeführt. Parallel zur expopharm findet der Deutsche Apothekertag, ein Organ der ABDA – Bundesvereinigung Deutscher Apothekerverbände e.V. (ABDA), statt.

## Ausstellungsspektrum
- Warenwirtschaft
- Digitale Lösungen
- Dienstleistungen im Apothekenmarkt
- Apothekeneinrichtungen
- Betriebliches Apothekenmanagement
- Labor und Rezeptur
- Kosmetik, Hygiene & Wellness
- Arzneimittel
- Medizinprodukte
- Ernährung

## Durchführungsort
Die Messe wird im jährlichen Wechsel in Düsseldorf und München veranstaltet.
Die nächste expopharm findet vom 9. bis 12. Oktober 2024 in München unter dem Motto „Für die Zukunft unserer Apotheken.“ statt.
Während der Coronapandemie wurde die Messe zwei Mal abgesagt. Die Avoxa Mediengruppe als Veranstalter gab im Mai 2020 die Absage der expopharm 2020 bekannt (ursprünglich geplant vom 7. bis 10. Oktober 2020 in München). Auch die für 2021 geplante Veranstaltung in Düsseldorf wurde am 20. Mai 2021 abgesagt.
Stattdessen fand die expopharm Impuls als erfolgreiche Onlineveranstaltung statt.